# Typhlodromus insularis
Typhlodromus insularis är en spindeldjursart som beskrevs av Ehara 1966. Typhlodromus insularis ingår i släktet Typhlodromus och familjen Phytoseiidae. Inga underarter finns listade i Catalogue of Life.